# Bidens biternata
Bidens biternata é uma espécie de planta com flor pertencente à família Asteraceae. 
A autoridade científica da espécie é (Lour.) Merr. & Sherff, tendo sido publicada em Botanical Gazette 88(3): 293. 1929.

## Portugal
Trata-se de uma espécie presente no território português, nomeadamente no Arquipélago da Madeira.
Em termos de naturalidade é introduzida na região atrás indicada.

## Protecção
Não se encontra protegida por legislação portuguesa ou da Comunidade Europeia.